# 순회교사
순회교사(巡廻敎師)는 특별한 도움이 필요한 아동을 가정이나 학교로 직접 방문해 교육하는 교사를 말한다. 정신박약이나 지체부자유아를 비롯해 장애가 있는 아동에게 양호 훈련을 지도하거나 이런 아동들의 담임교사에게 상담과 조언을 한다.